# Félicien Champsaur
Pour les articles homonymes, voir Champsaur (homonymie).
Félicien Champsaur, né le 10 janvier 1858 à Turriers (Basses-Alpes) et mort le 22 décembre 1934 à Paris, est un journaliste, dramaturge, romancier, et poète français.
Aujourd’hui en partie oublié, il fut l’un des écrivains les plus productifs de la fin du XIXe siècle et de la première moitié du XXe siècle. Il laisse à la postérité une importante production journalistique et romanesque dont Dinah Samuel, d'après sa liaison avec Sarah Bernhardt, et Lulu, roman clownesque, publié en 1888, qui inspira La Boîte de Pandore de Frank Wedekind et l'opéra d'Alban Berg.

## Biographie
Fils de Joseph Louis Champsaur, gendarme, et de Marie Magdeleine Joséphine Arnaud, Félicien Champsaur naît à Turriers, un village des Basses-Alpes près de Digne.
Jeune provincial en quête de succès, il s’illustre tout d’abord à Paris par son activité journalistique prolifique. Son premier sonnet paraît en 1877 dans La Lune rousse, journal dirigé par André Gill. Début mars 1877, il fonde « plus ou moins », selon François Caradec, l'hebdomadaire Les Écoles, écho du Quartier latin. Pour le premier numéro il obtient un billet de Victor Hugo. Il sera le rédacteur en chef jusqu'au 26 mai 1878, laissant la place à Alphonse Allais. Il crée sitôt après L'Étudiant puis, la même année, se lance dans Les Hommes d'aujourd'hui, illustré par André Gill, jusqu'au trentième numéro.
En décembre 1880, il lance et dirige un hebdomadaire illustré, Les Contemporains, avec le dessinateur Alfred Le Petit, qui s'arrête un an plus tard. Puis il est rédacteur en chef du Panurge (1882-1883), sans compter sa participation à quelques revues qui fleurissent sur la rive gauche (Revue moderne et naturaliste, Le Tintamarre, et d'autres). Il collabore au journal L'Hydropathe d'Émile Goudeau. Il se brouille avec ses premiers amis de la jeunesse estudiantine et montmartroise en 1879, lorsqu'il donne son premier article au Figaro. Dès lors, il collabore à des journaux plus conservateurs, comme Le Gaulois.

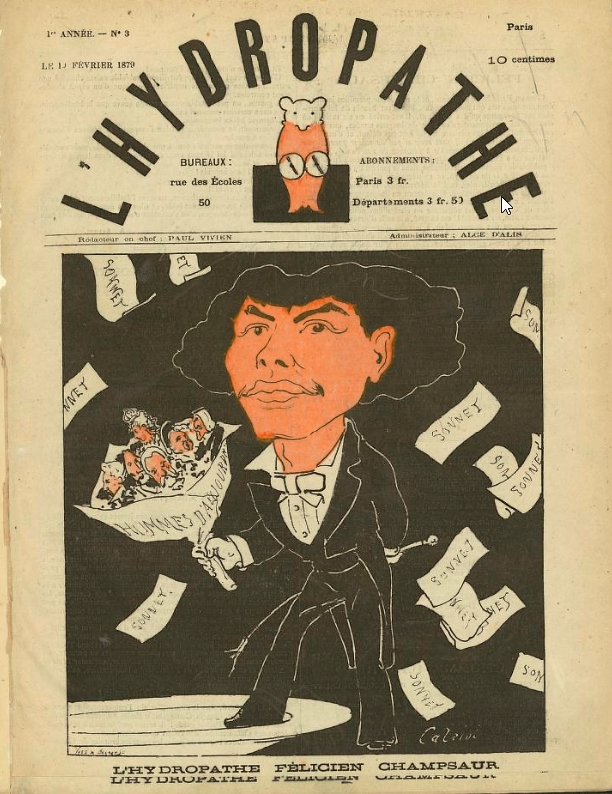
Félicien Champsaur caricaturé par Georges Lorin pour le journal L'Hydropathe (10 février 1879).

Son ami peintre Émile Schuffenecker réalise le Portrait de Madame Champsaur, qui figure son épouse. Son propre portrait est exécuté par le peintre Paul Saïn en 1901. 

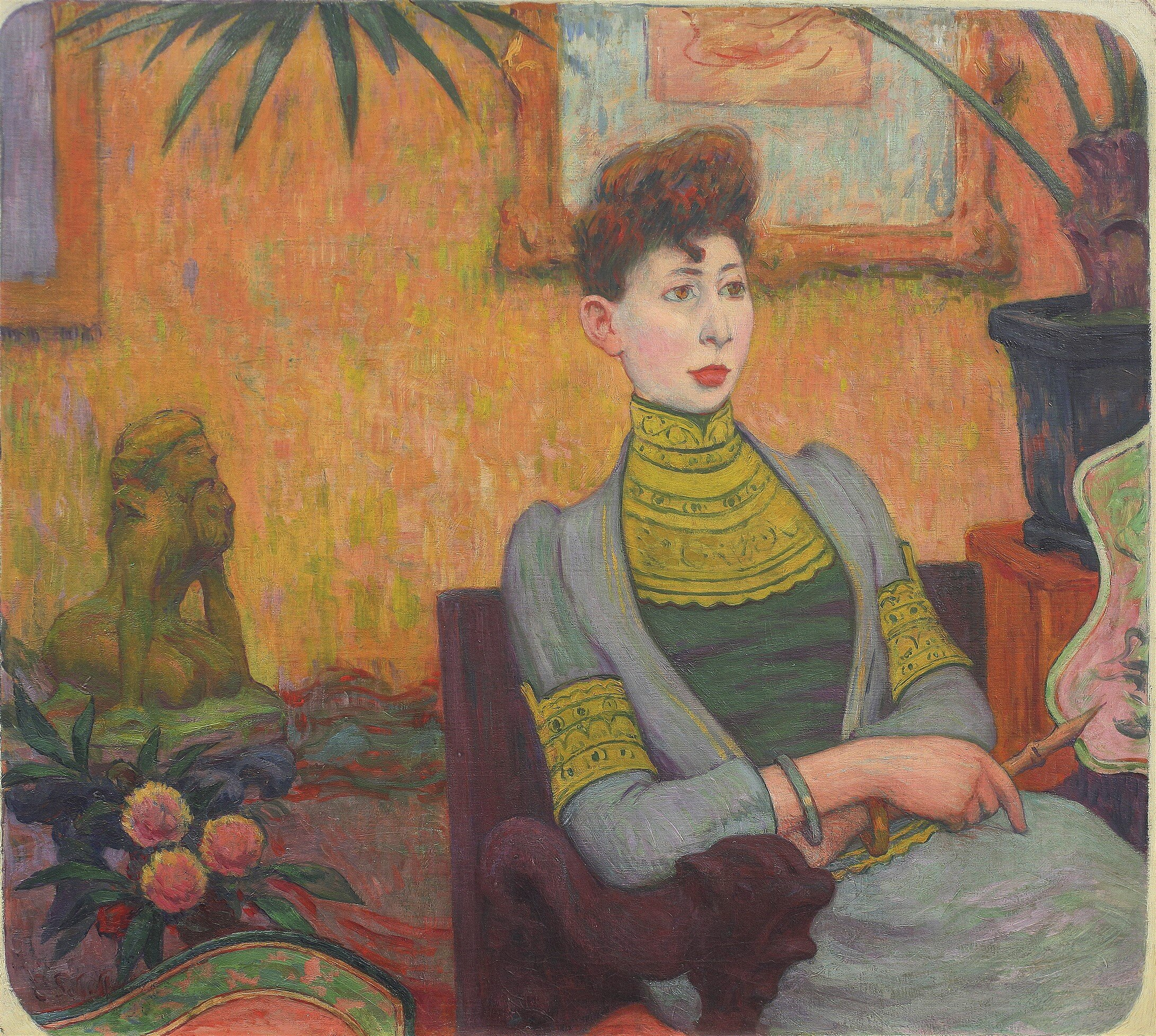
Émile Schuffenecker : Portrait de Madame Champsaur (1890, musée des beaux-arts de Pont-Aven).

En 1882, Champsaur conçoit son double littéraire, « Patrice Montclar », qu'il met en scène dans son roman Dinah Samuel, puis qu'il reprend dans Régina Sandri (1898).
Coutumier des cercles littéraires et des brasseries montmartroises où s’édifie une conception moderne de la littérature et des arts (Le club des Hydropathes, Le Chat noir), il s’enivre de tous les plaisirs qu’offre l’espace de la création artistique parisienne, où il entrevoit les fondements de son entreprise artistique. Il fréquente alors certaines figures illustres du Paris artistique et littéraire telles Victor Hugo, Paul Verlaine, Félicien Rops, Alfred Grévin, Auguste Rodin… En 1899, le guide Paris-Parisien le considère comme une « notoriété des lettres », en soulignant son « parisianisme raffiné » et son « féminisme aigu ».
Du journalisme au roman en passant par l’écriture poétique, dramaturgique ou pantomimique, Félicien Champsaur laisse à la postérité une œuvre artistique bigarrée et éclectique, marquée par l'hybridité, qu'il instaure comme modèle, reprenant les thèmes prisés par la littérature populaire tout en les pervertissant sous l'influence de la littérature décadente. Entremêlant au roman diverses pièces rapportées (articles, poèmes, pantomimes, ballets, partitions musicales…), une dimension plastique diffusée par la prolifération d’illustrations et de mises en pages audacieuses, il incarne aujourd’hui encore une liberté romanesque assez nouvelle pour l'époque, laquelle s'ouvre au modernisme. Artiste se nourrissant de la diversité artistique parisienne, il rêva et défendît une liberté d’expression formelle résolument moderne :

« Je crois que le roman doit être multiforme, d’une originalité toujours renouvelée et de profonde vie, artiste, paré de toutes les richesses littéraires. Il doit, véridique, peuplé de types réels, choisis dans l’existence, s’inspirer des caractères observés d’hommes et de femmes, mais ne point se borner à les figer en des photographies quelconques, même retouchées par un artisan soigneux. La littérature contient, résume et diffuse tous les arts : elle doit les mêler en ses artifices. »

— Lulu, roman clownesque, 1888-1901
Cependant, il eut, assez tôt, une réputation de plagiaire assidu. Le Petit Bottin des lettres et des arts, de 1886, rappelle le cri que poussait le journaliste et écrivain Émile Goudeau, lorsque Champsaur entrait dans une brasserie de Montmartre : « Rentrons nos idées ! Voilà Champsaur ! »
En 1887, dans Le Désespéré, Léon Bloy l'assaisonne effroyablement au chapitre LIX, sous le nom de « Félix Champignolle ». Bloy lui en veut de la mort de son ami Robert Caze, survenue en 1886 à la suite d'une altercation avec Champsaur, qui avait abouti à un duel, réclamé par Champsaur, refusé par Caze, qui voulait passer par les tribunaux, et finalement accompli sur l'intervention d'un tiers qui se mêla de la querelle – ce que Bloy appelle « un guet-apens ». Bloy dit de lui : « Il est le seul homme de lettres ayant osé publier un livre plagié de tout le monde, à peu près sans exception, et fabriqué de coupures dérobées aux livres les plus connus, sans autre changement que l'indispensable soudure d'adaptation à son sujet ».
En novembre 1916, il se rend sur le champ de bataille de Verdun. Il tire de cette expérience, peu de temps après, L’Assassin innombrable, une satire anti-allemande en vers à laquelle il ajoute une préface intitulée « L’Enfer de Verdun ».
Après la guerre, quoique moins en vogue, il reste un romancier prolifique. Il réussit à faire adapter certains de ses livres au cinéma, comme la suite romanesque L'Empereur des pauvres.
Il meurt à Paris le 22 décembre 1934 dans son appartement au 82 avenue Foch. Il est incinéré au crématorium du cimetière du Père-Lachaise.

## Commentaire
Après sa mort, le critique Jean Ajalbert écrit de lui en 1938 : 

« Félicien Champsaur, littérateur à tout faire – sauf de la littérature. […] Tous les marchandages lui étaient permis, y compris le chantage. On le tenait à distance. »

## Publications

### Principaux ouvrages

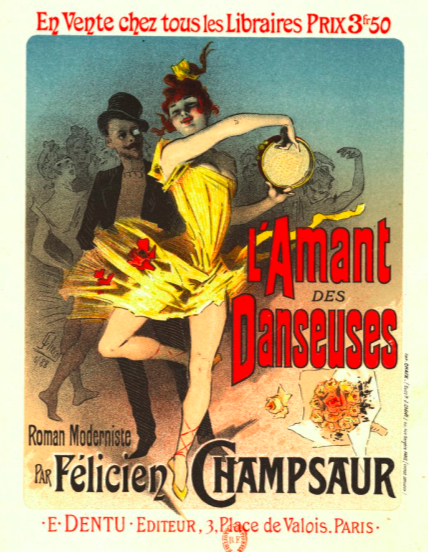
Affiche publicitaire signée Jules Chéret.

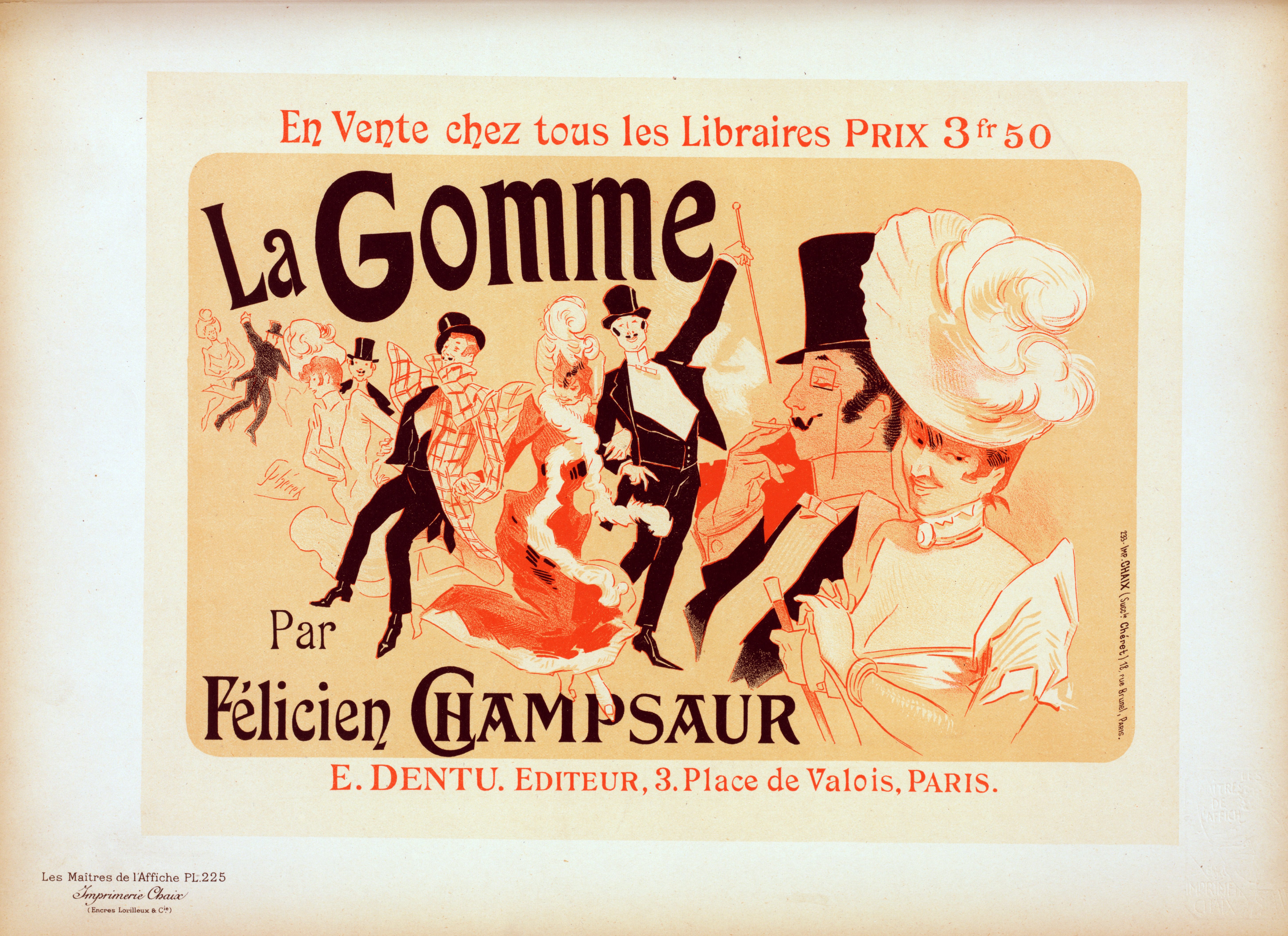
Affiche publicitaire signée Jules Chéret.

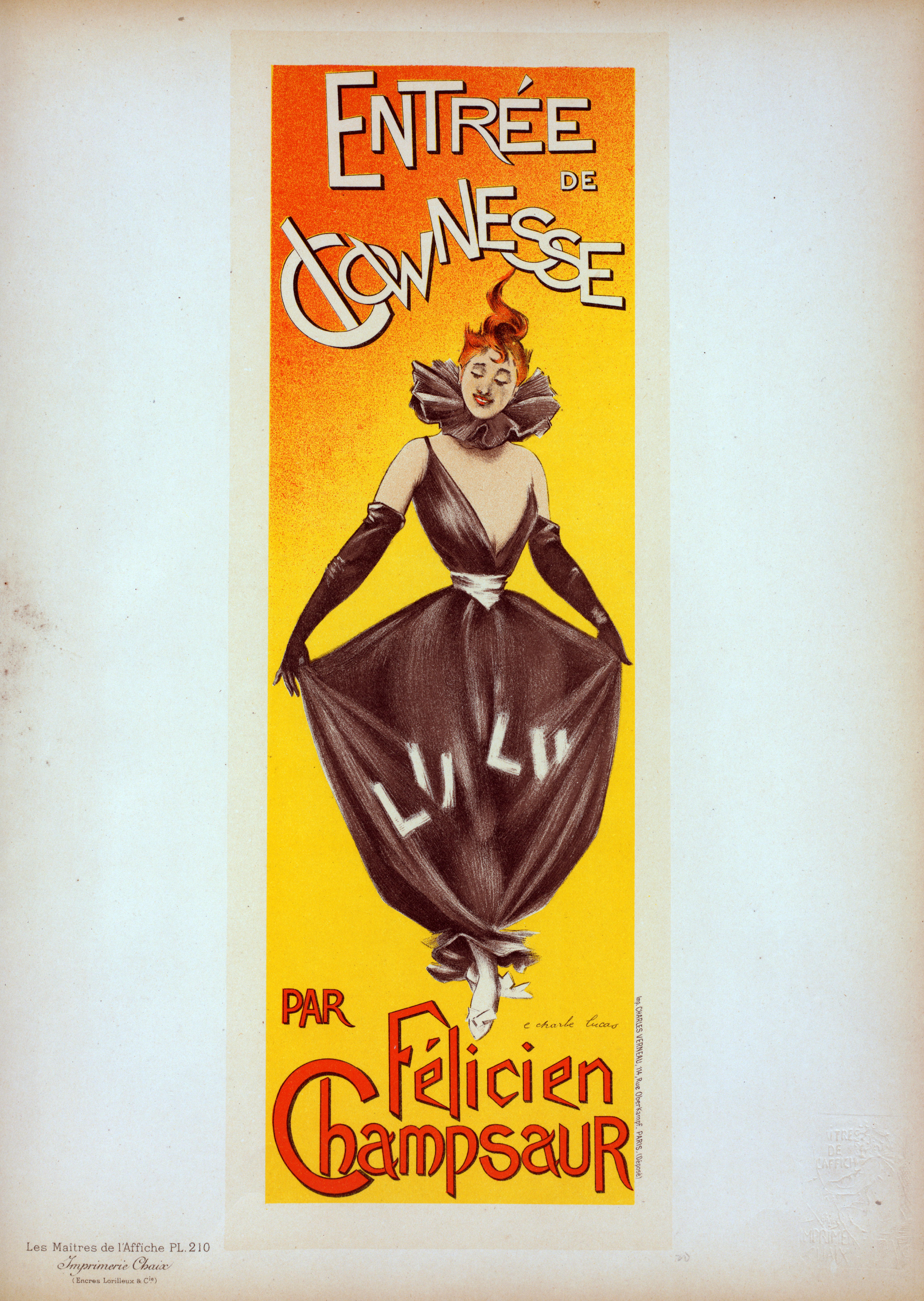
Affiche publicitaire signée E. Charle Lucas.

- Dinah Samuel, Ollendorff, 1882, roman à clef ; réédition Séguier, coll. « La Bibliothèque décadente », 1999  (ISBN 2-84049-134-6)
- Miss América, Ollendorff, 1885, roman
- Entrée de clowns, Lévy, 1886, recueil de nouvelles
- Parisiennes, Lemerre, 1887, recueil de poèmes
- Les Bohémiens, Dentu, 1887, Ballet lyrique en 4 actes et 9 tableaux, illustré par Jules Chéret
- Lulu, Dentu, 1888, pantomime en un acte illustrée par Chéret, Henry Gerbault,  Louis Morin
- L’Amant des danseuses, Dentu, 1888, roman moderniste
- Les Éreintés de la vie, Dentu, 1888, pantomime en un acte illustrée par Gerbault
- La Gomme, Dentu, 1889, Pièces en trois actes illustrée par Chéret, Caran d’Ache, Gerbault
- Le Mandarin, Ollendorff, 1895-1896, trilogie romanesque

1. Marquisette
2. Un maître
3. L'Épouvante

- Pierrot et sa conscience, illustré par Gorguet, 1896, roman
- Régina Sandri, Ollendorff, 1898, roman
- Un gueux, Victor Havard, 1899, roman
- Sa fleur, Fasquelle, 1899, roman (compte rendu de Rachilde)
- La Faute des roses, Fasquelle, 1899, roman
- Nuit de fête, Offenstadt Frères, s.d., roman
- Poupée japonaise, Fasquelle, 1900, roman ; réédition illustrée chez Fasquelle en 1929 par deux dessinateurs japonais supposés, en réalité Raphael Kirchner et Fabius Lorenzi[9]
- Lulu, Fasquelle, 1900, roman clownesque illustré par (entre autres) Ferdinand Bac, Antoine Bourdelle, George Bottini, Leonetto Cappiello, Louis Châlon, Chéret, Gerbault, Félicien Rops, Jan Van Beers, Willette, Jane de La Vaudère…
- Le Semeur d’amour, Fasquelle, 1902, roman hindou
- L'Arriviste, regroupant Marquisette, Me Claude Barsac, Renée Avril, Albin Michel, 1902, illustré par Bourdelle, Abel Faivre, Charles Léandre, Maurice de Lambert, Paul Saïn, Steinlen
- L’Orgie latine, Fasquelle, 1903, roman antique illustré par Auguste Leroux
- L’Ingénue, Douville, 1905, roman illustré par Maurice de Lambert
- La Caravane en folie, Fasquelle, 1912, roman « colonial », illustré par Fabius Lorenzi
- Le Bandeau, Renaissance du livre, 1916, roman illustré par Raphael Kirchner
- Les Ailes de l'homme, Renaissance du livre, 1917
- L'Empereur des pauvres (épopée spéciale en 6 volumes), Fasquelle, 1920-1921[10]

1. Le Pauvre
2. Les Millions
3. Les Flambeaux
4. Les Crassiers
5. L'Orage
6. Floréal

- Ouba, roi des singes, Fasquelle, 1922, roman
- Homo Deus, Ferenczi, 1923, roman
- Tuer les vieux ! Jouir !, Ferenczi, 1925, roman « vache »
- Le Bandeau d’Éros, Ferenczi, 1925, roman, illustré par Jaquelux
- Le Chemin du désir, Ferenczi, 1926, premier volet d’une trilogie romanesque
- Le Combat des sexes, Ferenczi, 1927, deuxième volet de la même trilogie
- Les Ordures ménagères, Ferenczi, 1927, dernier volet
- Jeunesse, Ferenczi, 1927, illustré par Georges Léonnec
- Le Jazz des masques, Ferenczi, 1928, roman
- La Pharaonne, Ferenczi, 1929, roman, illustré par Jaquelux
- Nora, la guenon devenue femme, Ferenczi, 1929, illustré par Endré, Jaquelux et Charles Naillod
- Le Crucifié, Ferenczi, 1930, roman biblique

### Quelques ouvrages journalistiques
- Le Massacre, Dentu, 1885, recueil d’articles parus au Figaro
- Le Cerveau de Paris, Dentu, 1886, articles, chroniques et critiques de la vie artistique parisienne.
- Le Défilé, Havard, 1887, recueil d’articles
- Masques modernes, Dentu, 1889, recueil d’articles et de chroniques

## Adaptations au cinéma
- Noël de guerre, court métrage produit par Georges Lordier en 1916
- L'Arriviste par Gaston Leprieur, sorti en 1917
- L'Empereur des pauvres par René Leprince en 1922
- L'Arriviste par André Hugon en 1924
- Messalina, par Luiz de Barros en 1930